# Victoria Bernardi
Victoria Bernardi (née le 15 juillet 1998 à San Isidro) est une chanteuse argentine. Avec un goût pour le jazz et la musique mélodique, sa voix couvre des genres tels que le rock, la soul, la pop, le jazz et le RnB. Elle assure la première partie du Freshen Up Tour de Paul McCartney en Argentine en 2019.

## Biographie
Victoria Bernardi est née le 15 juillet 1998 à San Isidro (Buenos Aires). Elle découvre sa vocation très jeune, lorsqu'elle rejoint la chorale de l'école à l'âge de neuf ans. Dès lors, la musique joue un rôle très important dans sa vie. Elle apprend à jouer de la guitare et du piano à l'oreille et commence à composer très tôt.
Elle étudie le chant à l'Estudio SiBemol et poursuit aujourd'hui ses études avec la chanteuse argentine Katie Viqueira. Il a une préférence pour le rock argentin, notamment Luis Alberto Spinetta, et ses principales références musicales sont Amy Winehouse, Adele, Whitney Houston et Ed Sheeran. L'un de ses passe-temps est de peindre de manière abstraite en mélangeant différentes couleurs.
Le 16 septembre de la même année, Bernardi sort son deuxième album intitulé Loto, qui reçoit des critiques positives de la presse et est promu par des événements de streaming en raison de la pandémie de Covid-19. En décembre, Victoria se produit pour la première fois en live pour la présentation de son album au Parque Centenario.
En 2023, Bernardi fait ses débuts d'actrice en jouant le rôle de Margarita Zulema Ávalos, la mère de l'auteur-compositeur-interprète argentin Fito Páez dans la série biographique El amor después del amor de Netflix.

## Discographie

### Albums studio
- 2018 : Solo sé
- 2020 : Loto

### EP
- 2019 : Sesiones solo sé

### Singles
- 2017 : Vuelan los zapatos
- 2018 : Desde que te conocí
- 2020 : Vencidos
- 2020 : Directo
- 2024 : Arena en la guitarra

### Collaborations
- 2015 : Como Imaginar, avec Matías Carrica (Buscavida)
- 2016 : Nothing To Lose, avec Tomás Heredia (Crazy for this Love)
- 2016 : Falling, avec Iván Zavala (Ida y Vuelta)
- 2017 : Noche de San Juan, avec Tute (Canciones dibujadas)

## Distinctions
| Année | Organisation          | Catégorie                               | Travail nommé | Résultat   | Réf(s) |
| ----- | --------------------- | --------------------------------------- | ------------- | ---------- | ------ |
| 2019  | Premios Carlos Gardel | Meilleur album – artiste féminin de pop | Solo sé       | Nomination | [ 5 ]  |